# دوسر متغير
دوسر متغير (الاسم العلمي:Aegilops variabilis) هي نوع نباتي يتبع جنس الدوسر من الفصيلة النجيلية. 